# Corps des Green Lantern
Le Corps des Green Lanterns est un groupe d'intervention intergalactique qui apparaît dans les histoires publiées par DC Comics. Créée par Gil Kane et John Broome, il fait sa première apparition dès Showcase n°22 (Septembre 1959). Les membres du Corps sont sous les ordres des Gardiens de l'Univers et leur refuge se trouve sur la planète Oa. Selon la continuité, le Corps des Green Lanterns existe depuis des milliards d'années et a survécu à de multiples conflits planétaires. Ils opèrent par paire parmi les 3 600 secteurs de la galaxie. Il y a 7 202 membres (connus sous le nom des Green Lanterns), deux Lanterns pour chaque secteur. La seule exception reste le secteur 2814 (celui de la Terre) qui est composé de six membres. Chaque Green Lantern se voit octroyer un anneau de pouvoir, une arme qui accorde l'utilisation d'une puissance hors du commun qui est contrôlée par la volonté pure de son porteur.

## Histoire éditoriale
En 1959, durant un renouveau de la popularité des comics de super-héros en Amérique, l'éditeur DC Comics, Julius Schwartz, décida de réinventer le personnage Green Lantern des années 1940 en tant que héros de science fiction. La nouvelle création Green Lantern de Schwartz avait un nom différent (Hal Jordan) avec un nouveau costume et une nouvelle origine, mais sans aucune connexion avec le Green Lantern original. Alors que le Green Lantern des années 1940 était un justicier solitaire vivait des aventures seulement situées sur Terre, le tout nouveau Green Lantern faisait partie d'un groupe interstellaire d'hommes de loi qui s'appelaient les Green Lanterns. Le groupe est mentionné pour la première fois dans Showcase n°22 (1960) quand un Green Lantern mourant transmet son anneau à Hal Jordan. Au fil des décennies, les scénaristes ont introduit un grand nombre de Green Lanterns aussi bien dans des rôles de soutien que dans des rôles principaux.

## Histoire fictive

### Les Gardiens
Les Gardiens de l’Univers sont l’une des races originaires de la planète Maltus et étaient parmi les premières formes de vie intelligente de l’univers. À cette époque, ils étaient de petits humanoïdes gris bleu de petite taille avec des cheveux noirs. Ils devinrent des scientifiques et des théoriciens, expérimentant sur les mondes autour d’eux. Lors d’un moment décisif, il y a des milliards d’années, un Maltusien du nom de Krona utilisa une technologie permettant de contrôler le temps pour observer la naissance de l’univers. Cependant, cette expérience déchaîna un désastre sur toute l’existence. À l’origine, l’expérience divisa l’univers en multivers et créa l’univers maléfique de l’anti-matière. À la suite de la destruction rétroactive du Multivers, il fut révélé que Krona inonda le commencement de l’univers avec l’entropie provoquant « la naissance d’un univers vieux ».
Les hommes Maltusiens se disputèrent sur la façon de gérer la situation. Un groupe décida de dédier leurs existences éternelles à contenir le mal ; ce groupe se divisa en deux : les Gardiens de l’Univers et les Contrôleurs. Les femmes, cependant, ne virent aucun besoin de s’impliquer, et puisque les Oans étaient alors immortels et n’avaient plus besoin de procréer, elles quittèrent leurs compagnons et devinrent les Zamarons qui fondèrent plus tard les Star Sapphires. Relocalisant la planète Oa au « centre de l’univers », les Gardiens se sont consacrés à combattre le mal et à créer un univers ordonné. Durant cette période, ils évoluèrent lentement vers leur apparence actuelle. La seule faiblesse d’un Green Lantern est l’énergie jaune de la peur, l’opposé de l’énergie verte de la volonté. Après que le Green Lantern Sinestro ai trahi le Corps des Green Lantern et créé le Corps de Sinestro, une prophétie fut remplie : les Corps des Lantern des autres couleurs du Spectre Émotionnel se formèrent tels que les Red (en) (Rouge, la rage), Orange (l’avidité), Black (Noir, la mort), White (en) (Blanc, la vie), Indigo (en) (la compassion), Blue (Bleu, l’espoir) et Violet (en) (l’amour).

### Les Traqueurs et le Massacre du Secteur 666
Lors de leur première tentative de faire respecter leur volonté et se prémunir contre toutes les menaces, il y a près de 3.5 milliards d’années, les Gardiens de l’univers ont créé une légion de sentinelles robotiques appelés les Traqueurs (Manhunters (en) en anglais). Au début, ils servirent fidèlement à faire respecter l’ordre ; mais avec le temps, ils en vinrent à ressentir la servitude et les restrictions morales que les gardiens leur imposaient. Ils se sont également avérés être défectueux en raison de leur incapacité à reconnaître ou à ressentir les émotions. Ils se rebellèrent contre les Gardiens et se battirent lors d’une guerre qui dura un millénaire et qui culmina avec une attaque de la planète Oa. Les Gardiens vainquirent leurs serviteurs androïdes, les dépouillèrent de leur pouvoir, et les bannirent au fin fond de l’univers. Finalement, les Traqueurs survivants formèrent leur propre société robotique et poursuivirent leur mission d’origine avec leur propre interprétation (qui inclut souvent d’interférer et de déjouer les plans des Gardiens).
Dans la série Martian Manhunter, les Gardiens eurent d’abord l’idée d’une force de police intergalactique des propres traqueurs des Martiens. Ils offrirent à la race Martienne l’opportunité d’être cette force. Les Martiens refusèrent, mais les Gardiens prirent le nom pour leurs androïdes.
Dans l’histoire de Geoff Johns de 2008, "Green Lantern: Secret Origin", il est révélé que les Traqueurs souffrent d’un dysfonctionnement dans leur logique qui les mène à croire que l’ordre peut seulement être atteint en éliminant toute vie. Ils se sont déchaînés à travers le Secteur 666, massacrant des trillions dans le processus. Les seuls survivants s’allièrent ensemble pour former les Five Inversions, jurant de se venger des Gardiens pour les actions de leurs créations. L’un des cinq, Atrocitus, deviendra plus tard le chef du Corps des Red Lantern.
Il fut plus tard découvert que les Traqueurs n’avaient pas souffert d’une faille dans leur logique, comme il avait été précédemment supposé, mais que le Gardien renégat Krona les avait reprogrammé lors d’une tentative de montrer aux autres Gardiens la nécessité d’embrasser ses émotions.

### Création du Corps
Anéantis par l'échec des Traqueurs, les Gardiens décidèrent que leur nouvelle élite de soldats consisterait en des êtres vivants, des êtres qui avaient un libre arbitre et un sens moral. Pour armer cette nouvelle légion de chevaliers célestes, les Gardiens créèrent les Anneaux de Pouvoirs, des anneaux d'une technologie incroyablement avancée qui autorisent leurs porteurs à projeter des rayons d'énergie verte avec laquelle le porteur peut conjurer des objets de toute taille ou forme, limité seulement par leur imagination et leur volonté.

### Crise et conséquence
Le Corps et les Gardiens souffrirent de pertes durant Crisis on Infinite Earths. La défaite des Gardiens à prendre une action appropriée durant la Crise conduit à la décision de quitter Oa en compagnie de leur contrepartie féminine, les Zamarons. Livré à lui-même, le Corps subit une réorganisation importante. Une escouade de Green Lanterns, menée par Hal Jordan, fut installée sur Terre, et le système d’assigner un Green Lantern à un secteur fut temporairement abandonné. La décision du Corps d’éliminer Sinestro entraîna l'activation d'un système de sécurité inconnu auparavant qui vida les anneaux de tous les Green Lanterns de leurs précieux pouvoirs, à l’exception de ceux d'Hal Jordan, Guy Gardner, G'nort (en) et Ch'p (en).
Les Gardiens retournèrent finalement sur Oa pour reconstruire le Corps, confiant à Guy Gardner la protection de la Terre, à John Stewart le Monde Mosaic (en) et à Hal Jordan le recrutement de nouveaux éléments. Ce dernier fut victime de l'ironie du sort, étant lui-même responsable de la destruction du groupe qu’il avait autrefois fondé.

### La Chute du Corps
Le Corps des Green Lantern patrouilla l’Univers DC pendant plus de trois milliards d'années. Dans ce long laps de temps, certains des Green Lanterns se rebellèrent contre le Corps. Un Green Lantern renégat, Universo, exécuta ses plans dans le futur, plus particulièrement dans l’époque de la Légion des Super-Héros. Deux des plus importants Lanterns déchus furent Sinestro, le Green Lantern perverti et Hal Jordan qui allait être sous l'emprise de Parallax, l’ancien parasite de la peur piégé dans la Batterie. Sur les ruines de sa ville, Coast City (en), Jordan fut consumé par la douleur, ce qui permit à la peur de l’envahir – sans savoir que cette peur était teintée par la créature Parallax. Tout cela avait été prévu par Sinestro alors qu’il était emprisonné dans la Batterie.
Les rangs du Corps des Green Lanterns furent décimés par un Hal Jordan possédé par Parallax. La source de pouvoir du Corps, la Batterie Centrale, fut quant à elle vidée puis pulvérisée, supprimant la source originelle du pouvoir des anneaux. Un Gardien, Ganthet, survécu au massacre de masse et choisit un jeune artiste humain, Kyle Rayner (en) comme seul et unique Green Lantern du Corps. Rayner finit par devenir la Némésis de Parallax et durant leur premier affrontement, il déclencha intentionnellement une réaction en chaîne dans le cœur de Oa, provoquant l’explosion de la planète.
Après la destruction du Corps, des organisations essayèrent de remplir le vide laissé par les Gardiens. Deux d'entre elles eurent un succès notable : les Darkstars (en) et la L.E.G.I.O.N. (en) Cependant, aucune n’atteignit le pouvoir et l’importance du Corps Green Lantern.

### Reconstitution du Corps des Green Lantern
Quand Kyle Rayner voyagea accidentellement à travers le temps, de dix ans dans le passé et rencontra le jeune Hal Jordan, les Gardiens furent capables de renvoyer Rayner dans sa propre époque en utilisant le pouvoir de la Batterie Centrale, après que Jordan et Rayner aient battu Sinestro ensemble. Cependant, l'ancien Green Lantern utilisa l'anneau Qwardien pour forcer son ancien protégé à traverser le portail temporel de Rayner et le piéger à l’époque de Kyle. En apprenant son avenir en tant que disciple de Parallax (sans savoir que les actions de son futur lui étaient le résultat d’un complot orchestré par Sinestro) et conscient que le futur avait besoin qu’il retourne dans sa propre époque pour autoriser les évènements à se dérouler comme il se doit, le jeune Jordan comprit qu’il devait oublier tout ce qu’il avait appris. Il donna à Kyle Rayner une copie de son anneau pour relancer le Corps des Green Lantern dans le but de réparer les dommages qu’il savait qu’il allait faire une fois qu’il serait retourné dans le passé,.
Rayner donna alors l’anneau à Jennifer-Lynn Hayden (en), la fille du Green Lantern Alan Scott, après quoi elle devint la première femme Green Lantern de la Terre, suivant les pas de son père. Dans Green Lantern: The New Corps, durant sa longue aventure dans l’espace, Rayner recruta en premier Magaan Van'n Intraktus de la planète Van'n, Hammeroon, un chasseur de primes du Système d’Ilskado, Anya Savenlovich, une lieutenant-colonel des Forces aériennes soviétiques qui était en animation suspendue après qu’elle a participé à une mission spatiale en 1964, Garl Rathbone, un mineur de la ceinture de débris de la planète Daffith et Sool, un juge de Daffith.
Cependant, le groupe réalisa plus tard que Van'n Intraktus était un traître après qu’ils aient découvert qu’il avait asservi sa planète natale avec son anneau et projetait d'envahir d’autres mondes. Les Green Lanterns arrêtèrent finalement le renégat après une altercation violente, mais au prix de l’un des leurs : Hammeroon. Rayner réalisa alors qu’il ne pouvait pas être le seul à choisir les porteurs des anneaux et repris tous les anneaux de pouvoir des Green Lanterns jusqu’à ce que le moment soit venu pour la renaissance du Corps. Après avoir érigé un mémorial pour Hammeroon, Rayner retourna sur Terre. Les anciens Green Lanterns, bien qu’ils aient perdu leurs anneaux, décidèrent de continuer leurs aventures intergalactiques.

### Les Lanterns perdus
Les Lanterns perdus étaient un groupe de Green Lanterns isolés qui essaya d’empêcher Parallax, l'entité cosmique, d’atteindre la planète Oa. Mais le parasite les battit sans grande difficulté après qu’il eut détruit le Corps. Ils furent tous présumés morts. En vérité, ils ont été capturés par les Traqueurs et emmenés sur Biot, dans le Secteur 3601. Ils furent utilisés dans diverses expériences pour créer et faire fonctionner de nouveaux modèles de Traqueurs. Ils finirent par être découverts et sauvés par Hal Jordan ressuscité et Guy Gardner. À l'issue de leur douloureux périple, ils rejoignirent le Corps, malgré des difficultés d’ajustement. Bien qu’ils aient appris pour la possession de Hal Jordan par Parallax, beaucoup le blâment encore pour leur captivité et ils se regroupèrent entre eux quand ils furent convoqués à Oa.

## Le Serment
L'anneau de pouvoir doit être rechargé régulièrement en lui faisant toucher la batterie en forme de lanterne pour une période de plusieurs secondes. Quand ils rechargent leurs anneaux, certains membres du Corps récitent un serment. Ce serment diffère d'un membre à l'autre, mais le plus populaire semble être celui de Hal Jordan :
In brightest day, in darkest night
No evil shall escape my sight!
Let those who worship evil’s might
Beware my power — Green Lantern’s light!
« En plein jour ou dans la nuit noire, nul mal n'échappe à mon regard. Que tous ceux qui devant le mal se prosternent, craignent la lumière des Green Lantern ! »

## Séries
- Tales of the Green Lantern Corps (mini-série de 3 numéros, Mai–Juillet 1981)[10]
- Green Lantern Corps (vol. 1) n°1 - 205 (Août 1960 – Octobre 1986)[11]
- Tales of the Green Lantern Corps Annual n°1 (1985)[12] (premier numéro annual de Green Lantern (vol. 2))
- The Green Lantern Corps n°206-224 (Novembre 1986 – Mai 1988)[13] (ancienne série Green Lantern (vol. 2) ; officiellement renommée The Green Lantern Corps). Annuals n°2 (Décembre 1986), n°3 (Août 1987)
- Green Lantern Corps Quarterly n°1-8 (Été 1992 - Printemps 1994)
- Green Lantern: The New Corps (mini-série de 2 numéros, 1999)
- Green Lantern Corps: Recharge (série de 5 numéros, Novembre 2005 - Mars 2006)
- Green Lantern Corps (vol. 2) n°1 - 63 (Août 2006 – Août 2011)[14]
- Green Lantern: Emerald Warriors n°1 - 13 (Octobre 2010 - Octobre 2011)
- Green Lantern Corps (vol. 3) n°1 - 40 (Septembre 2011 – Mars 2015)

### Éditions reliées américaines
Green Lantern Corps vol. 2
| Album                                | Contenu | Date de sortie | ISBN          |
| ------------------------------------ | --- | -------------- | ------------- |
| To Be a Lantern                      | Green Lantern Corps (vol. 2) n°1-6                                                                                          | Mai 2007       | 1-4012-1356-1 |
| The Dark Side of Green               | Green Lantern Corps (vol. 2) n°7-13                                                                                         | Avril 2008     | 1-4352-5617-4 |
| Sinestro Corps War 1                 | Green Lantern Corps (vol. 2) n°14-15, Green Lantern (vol. 4) n°21-23 et le one-shot "Green Lantern: Sinestro Corps Special" | Février 2008   | 1-4012-1650-1 |
| Sinestro Corps War 2                 | Green Lantern Corps (vol. 2) n°16-19 and Green Lantern (vol. 4) n°24-25                                                     | Juillet 2008   | 1-4012-1800-8 |
| Ring Quest                           | Green Lantern Corps (vol. 2) n°19-20, 23-26                                                                                 | Janvier 2009   | 1-84856-116-4 |
| Sins of the Star Sapphire            | Green Lantern Corps (vol. 2) n°27-32                                                                                        | Juillet 2009   | 1-84856-318-3 |
| Emerald Eclipse                      | Green Lantern Corps (vol. 2) n°33-38                                                                                        | Novembre 2009  | 1-4012-2788-0 |
| Blackest Night: Green Lantern Corps  | Green Lantern Corps (vol. 2) n°39-47                                                                                        | Juillet 2010   | 1-4012-2788-0 |
| Revolt of the Alpha Lanterns         | Green Lantern Corps (vol. 2) n°21-22                                                                                        | Mai 2011       | 1-4012-3139-X |
| The Weaponer                         | Green Lantern Corps (vol. 2) n°53-57                                                                                        | Octobre 2011   | 1-4012-3281-7 |
| Green Lantern: Emerald Warriors      | Green Lantern: Emerald Warriors n°1-7                                                                                       | Août 2011      | 1-4012-3079-2 |
| War of the Green Lanterns            | Green Lantern (vol. 4) n°63-67, Green Lantern Corps (vol. 2) n°58-60 et Green Lantern: Emerald Warriors n°8-10              | Novembre 2011  | 1-4012-3234-5 |
| War of the Green Lanterns: Aftermath | Green Lantern Corps (vol. 2) n°61-63, Green Lantern: Emerald Warriors n°11-13, et War of the Green Lantern: Aftermath n°1-2 | Janvier 2012   | 1-4012-3343-0 |

Green Lantern Corps vol. 3 (New 52)
| Album                                     | Contenu | Date de sortie | ISBN          |
| ----------------------------------------- | --- | -------------- | ------------- |
| Green Lantern Corps 1 : Fearsome          | Green Lantern Corps (vol. 3) n°1-7 | Septembre 2012 | 1-4012-3701-0 |
| Green Lantern Corps 2: Alpha War          | Green Lantern Corps (vol. 3) n°0, n°8-14 | Juillet 2013   | 1-4012-4012-7 |
| Green Lantern Corps 3: Willpower          | Green Lantern Corps (vol. 3) n°15-20, Green Lantern Corps Annual n°1 | Décembre 2013  | 1-4012-4407-6 |
| Green Lantern: Rise of the Third Army     | Green Lantern Annual n°1, Green Lantern (vol. 5) n°13-16, Green Lantern Corps (vol. 3) n°13-16, Green Lantern: New Guardians n°13-16, Red Lantern n°13-16, Green Lantern Corps Annual n°1 | Septembre 2013 | 1-4012-4499-8 |
| Green Lantern: Wrath of the First Lantern | Green Lantern vol.5 n°17-20, Green Lantern Corps Vol.3 n°17-20, Green Lantern: New Guardians n°17-20, Red Lantern n°17-20                                                                 | Février 2014   | 1-4012-4409-2 |
| Green Lantern Corps 4: Rebuild            | Green Lantern Corps (vol. 3) n°21-27, Green Lantern Corps Annual n°2 | Juillet 2014   | 1-4012-4745-8 |
| Green Lantern: Lights Out                 | Green Lantern n°24, Green Lantern Corps n°24, Green Lantern: New Guardians n°23-24, Red Lanterns n°24, Green Lantern Annual n°2, Green Lantern n°23.1: Relic                              | Juin 2014      | 1-4012-4816-0 |
| Green Lantern Corps 5: Uprising           | Green Lantern Corps n°28-34, Green Lantern Corps Annual n°2 and Green Lantern n°31-33 | Janvier 2015   | 1-4012-5087-4 |
| Green Lantern Corps 6: Reckoning          | Green Lantern Corps n°35-40 | Juillet 2015   | 1-4012-5475-6 |

## Dans les autres médias

### Film
- Le Corps des Green Lantern est fortement mis en avant dans le film d'animation Green Lantern : Le Complot (2009). Le film suit les origines de Hal Jordan et Sinestro.
- Le Corps des Green Lantern est également présent dans le film d'animation Green Lantern : Les Chevaliers de l'Émeraude (2011). Il comporte plusieurs histoires sur différents Green Lanterns extra-terrestres.
- Le Corps des Green Lantern apparaît dans le film en prise de vue réelle Green Lantern (2011). Le chef du Corps est Sinestro; Abin Sur, Kilowog et Tomar-Re en sont les personnages centraux.
- Une version "revue et corrigée" du Corps des Green Lantern est mise en scène dans le film d'animation Superman: Red Son (2020).
- Le Corps des Green Lantern apparaît brièvement dans le film d'animation Justice League Dark: Apokolips War (2020).

### Séries télévisées
- Le Corps des Green Lantern est le sujet de la série d'animation Green Lantern.

### Jeux vidéo
- Le Corps des Green Lantern est très présent dans le jeu vidéo Mortal Kombat vs. DC Universe. Hal Jordan apparaît comme personnage jouable et est l'un des protagonistes principaux du jeu. Les Gardiens apparaissent dans un niveau du jeu basé sur Oa, et les autres membres du Corps sont mentionnés en train d'essayer de contenir une crise à l'échelle de l'univers lors du Mode Histoire.
- Dans Injustice: Gods Among Us, Kilowog est aperçu en train de se battre contre Atrocitus en arrière-plan.